# Hillsong Global Project
Hillsong Global Project é um projeto em coletânea do grupo de música cristã contemporânea Hillsong em várias línguas, gravado pela própria banda e por outros músicos, sendo distribuído em vários locais do mundo. Oficialmente, foi lançado em 18 de setembro de 2012.[carece de fontes?]

## Conceito
O projeto consiste em nove álbuns compostos por hits do Hillsong gravados em 9 idiomas, num apoio global da Hillsong Church a várias denominações pelo mundo e foi gravado com convidados especiais de vários artistas e bandas de vários locais do mundo, como o colombiano Alex Campos, a banda brasileira Diante do Trono, entre outros. A distribuição das obras ficou por conta da gravadora CanZion Producciones.[carece de fontes?]
[carece de fontes?]

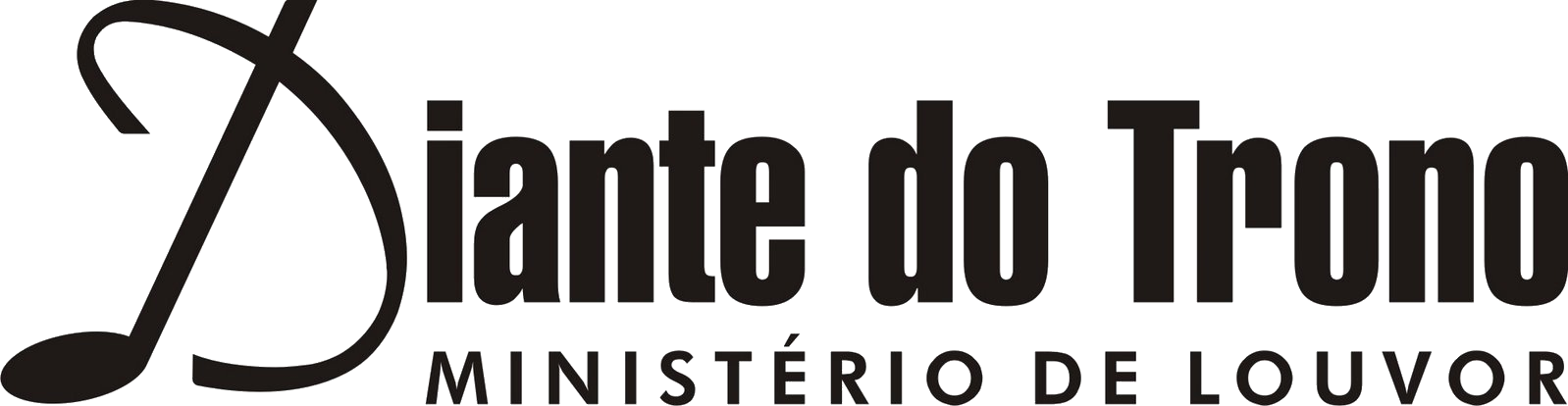
O Ministério de Louvor Diante do Trono, participou do projeto.

A lista de faixas é diferente em cada projeto, mas praticamente em todos há a canção "Go", exceto a versão em espanhol.[carece de fontes?]

## Álbuns
- Global Project: Spanish
- Global Project: Português
- Global Project: Russian
- Global Project: French
- Global Project: German
- Global Project: Swedish
- Global Project: Korean
- Global Project: Mandarín
- Global Project: Indonesian

## Participações especiais
- Espanhol: Marcos Witt, Alex Campos, Marco Barrientos e Marcela Gándara.
- Português: Diante do Trono
- Russo: Hillsong Church Kiev
- Francês: Hillsong Church Paris
- Alemão: Hillsong Church Germany
- Sueco: Hillsong Church Stockholm
- Coreano: Campus Worship
- Mandarim: New Creation Church
- Indonésio: JPCC Worship / True Worshippers

## Tabelas musicais
|                                  | Posição (2012) |
| -------------------------------- | -------------- |
| iTunes U.S.A. Latin Albums       | 1 (Espanhol)   |
| iTunes Sweden                    | 1 (Sueco)      |
| iTunes Venezuela                 | 1 (Espanhol)   |
| iTunes Colombia                  | 2 (Espanhol)   |
| iTunes Costa Rica                | 2 (Espanhol)   |
| iTunes Guatemala                 | 2 (Espanhol)   |
| iTunes Paraguay                  | 5 (Espanhol)   |
| iTunes Peru                      | 4 (Espanhol)   |
| iTunes México                    | 9 (Espanhol)   |
| iTunes Sweden                    | 1 (Sueco)      |
| iTunes Argentina                 | 14 (Espanhol)  |
| iTunes Chile                     | 15 (Espanhol)  |
| iTunes Ecuador                   | 17 (Espanhol)  |
| iTunes Canada Inspirational      | 18 (Francês)   |
| iTunes Brasil                    | 42 (Português) |
| iTunes U.S.A. Inspiration Charts | 133 (Espanhol) |
| iTunes U.S.A. Inspiration Charts | 121 (Coreano)  |
| iTunes France                    | 34 (Francês)   |
| iTunes Germany                   | 52 (Inglês)    |